# Katie Barberi
Katie Barberi (Saltillo, Coahuila, Mexikó, 1972. január 22. –) mexikói színésznő.

## Élete és pályafutása
1972. január 22-én született a mexikói Coahuila állambeli Saltillóban. Édesanyja amerikai származású, édesapja pedig mexikói. 12 éves volt, mikor szüleivel Los Angelesbe költöztek. Hamar elkezdte építeni színészi pályafutását a televízióban és a színpadon is.

## Filmográfia

### Telenovellák
- Több mint testőr (2012)... Perla Navarro de Sandoval
- Szalamandra (2011)... Victoria de Noriega
- Grachi (2011) ... Úrsula
- El Fantasma de Elena (2010) ...Rebeca Santander de Girón
- Bella Calamidades (2009)  ...Silvana Barbosa de Cardona
- Doña Bárbara (2008) Telemundo... Cecilia Vergel
- La marca del deseo (2007 Colombia, 2008 ... Digna Santibanez
- El amor no tiene precio (2005)  .... La Chacala / Engracia Alexander
- A liliomlány (2004)  .... Mayte Dalmacci Rionda
- Rebeca (2003)... Regina Montalbán de Santander
- Salomé (2001)... Laura
- Carita de ángel (2000)  .... Noelia
- Villa Acapulco (2000).... Florencia Uribe
- Szeretni bolondulásig (1999).... Miranda Narváez de Durán
- Titkok és szerelmek (1998)  .... Paula
- Mi pequeña traviesa (1997)  .... Pamela
- Perdita Durango (1997)
- Alguna vez tendremos alas (1997).... Isabel Ontiveros de Lamas
- Acapulco öböl (1996)  .... Maura
- Alondra (1995).... Rebeca Montes de Oca
- Yanqui indomable (1995)

### Angol nyelvű szerepek
- Us (1991)  .... Barb
- Apparences (1990) .... Deanne Kinsella
- Spooner (1989)  .... Caroline
- Not Quite Human II (1989)  .... Roberta
- The Garbage Pail Kids Movie (1987) .... Tangerine
- Meglógtam a Ferrarival (1986)
- Kids Incorporated (1984) (TV) .... guest appearance ("The Basket Case")